# Saint-Bauzély
Saint-Bauzély è un comune francese di 527 abitanti situato nel dipartimento del Gard, nella regione dell'Occitania.

## Società

### Evoluzione demografica
Abitanti censiti